# Nebkaure Cheti
Nebkaure Cheti (Neb-kau-Re Cheti) war ein altägyptischer König (Pharao) der herakleopolitanischen 10. Dynastie (Erste Zwischenzeit).
Er ist bekannt durch einen Gewichtsstein aus Tell er-Retaba und durch die „Klagen des Bauern“, die unter seiner Herrschaft spielt. Dort wird er als „König von Ober- und Unterägypten“ bezeichnet, obwohl sein Herrschaftsgebiet sicherlich nicht ganz Ägypten umfasste.